# Terrasini

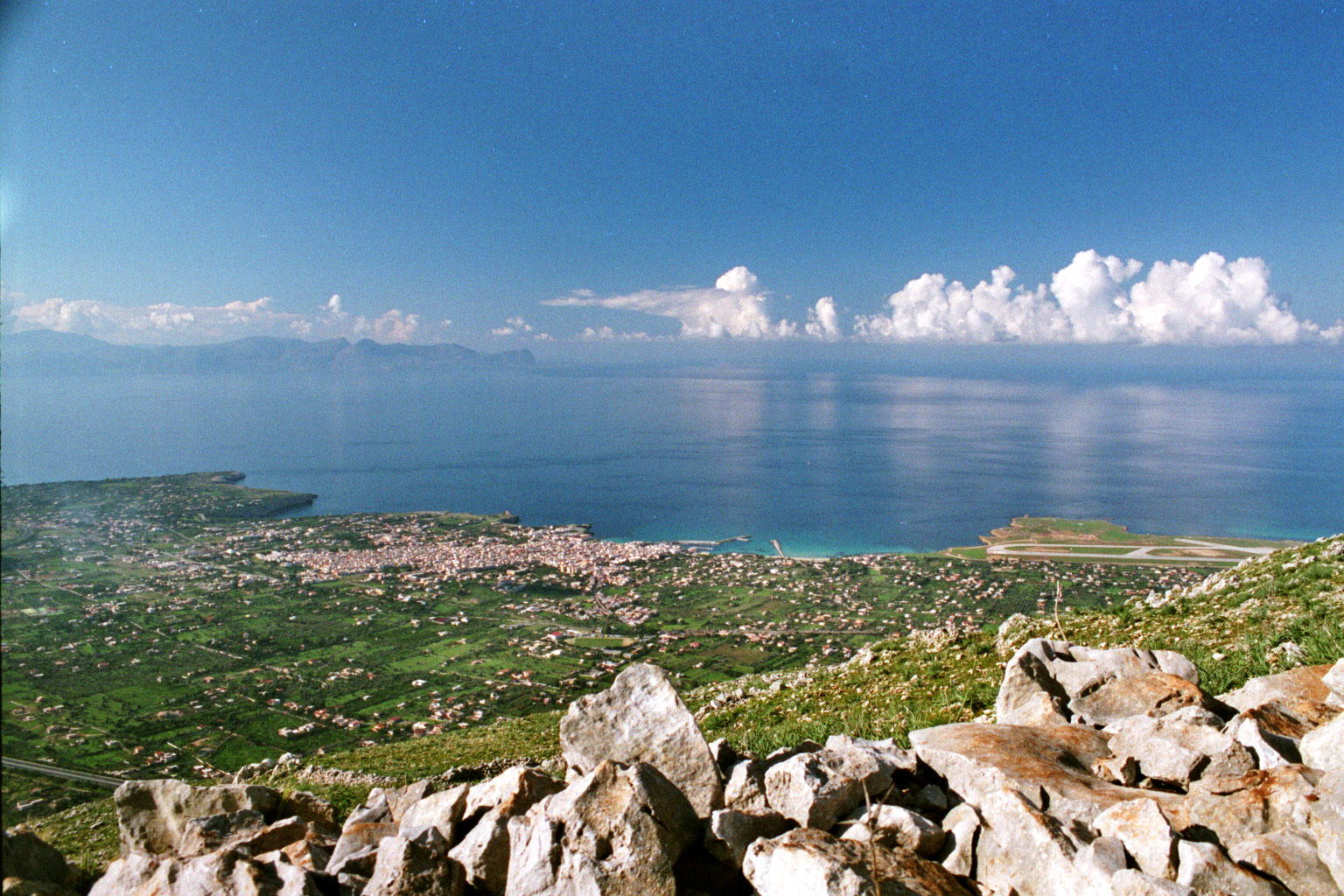
Terrasini vom Berg aus gesehen, links vom Ort die Bucht „Calarossa“, rechts der Flughafen Palermo

Terrasini ist eine italienische Gemeinde in der Metropolitanstadt Palermo in der Autonomen Region Sizilien mit 12.982 Einwohnern (Stand 31. Dezember 2023).

## Lage und Daten

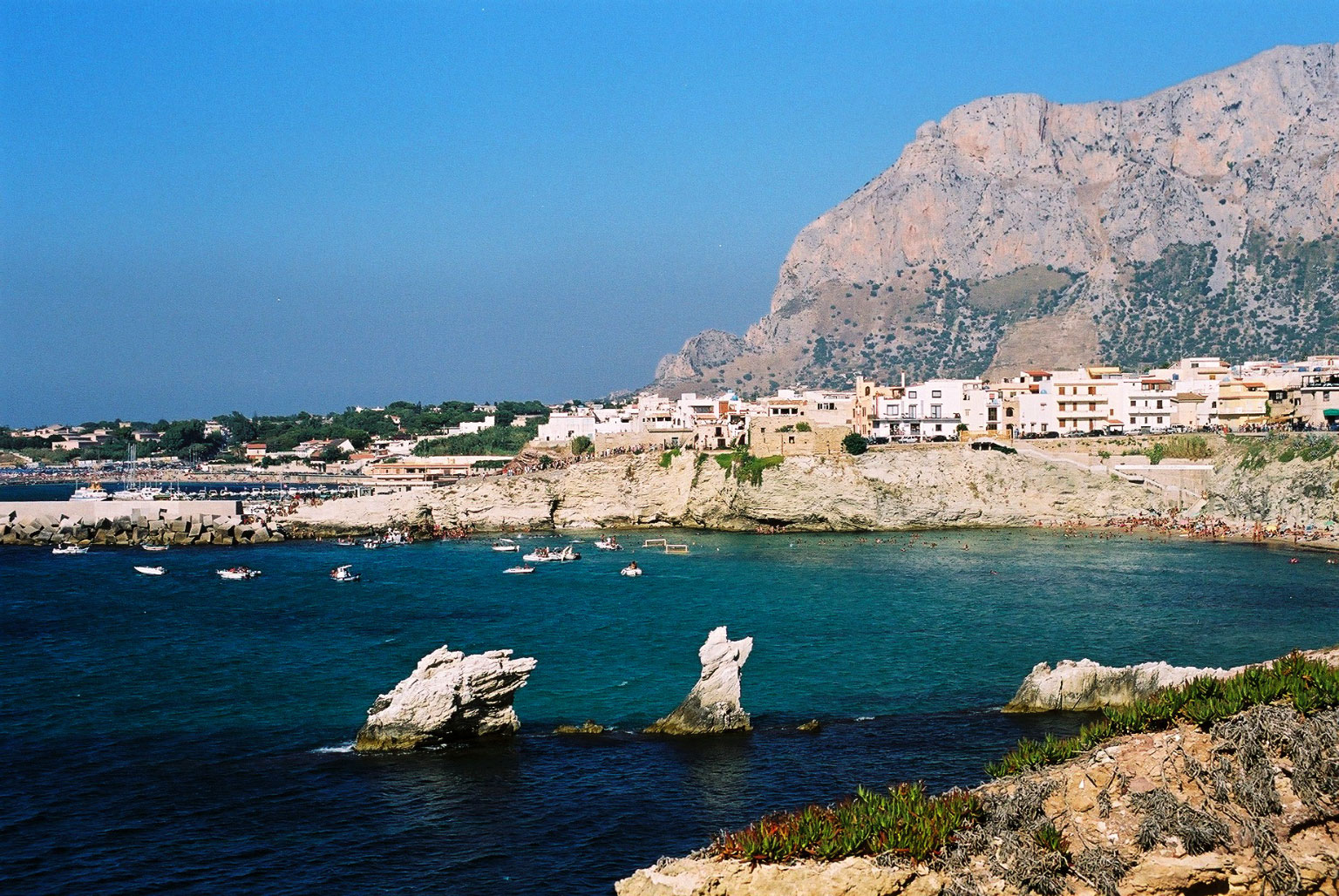
Panoramaansicht

Terrasini liegt ca. 30 km westlich von Palermo an der Autobahn A29 nach Trapani zwischen den Bergen und dem Golf vom Castellammare in der Nähe des Flughafens Palermo.
Die Stadt ist an die Eisenbahnstrecke Palermo - Trapani angeschlossen.
Die Einwohner arbeiten hauptsächlich in der Landwirtschaft, in der Fischerei und im Tourismus.
Die Nachbargemeinden sind Carini, Cinisi, Partinico und Trappeto.

## Geschichte
Der Name Terrasini leitet sich vermutlich aus dem Lateinischen ab: von terra sinus = Land am Golf (dem Golf von Castellammare) oder von terra sinorum = Land der Buchten wegen der in dieser Gegend stark gewundenen Küstenlandschaft mit vielen größeren und kleineren Buchten. Erstmals urkundlich erwähnt ist der Name für das Gebiet der heutigen Stadt in einer Dotalurkunde aus dem Archiv des Klosters San Martino delle Scale vom 24. November 1350 als terras vocatas li Terrasini als Grenzangabe für den Besitzkomplex Cinisi.
Die Grotten im Gebiet von Terrasini waren schon in der späten Altsteinzeit bewohnt. An verschiedenen Stellen des Stadtgebiets gibt es Spuren römischer Siedler.
Der Ursprung des heutigen Orts (früher Favarotta genannt) liegt vermutlich im späten Mittelalter, als sich Landarbeiter hier ansiedelten. Das Gebiet gehörte damals zum Großgrundbesitz der Familie La Grua Talamanca aus Carini. Im 17. Jahrhundert siedelten sich an der Küste Fischer an. Als der ehemalige Feudalbesitz den Landarbeitern über Erbpacht überlassen wurde, entstand um das Fischerdorf herum eine blühende Landwirtschaft.
Der Gründungstag Terrasinis als eigene Gemeinde war der 24. Oktober 1836. An diesem Tag erließ König Ferdinand II. ein Dekret, nach dem das Dorf Favarotta nicht mehr zu der Gemeinde Cinisi gehören sollte, sondern unter dem Namen Terrasini eine eigene Gemeinde bilden sollte.

## Sehenswürdigkeiten

### Kirchen
- Chiesa Madre „Maria Santissima delle Grazie“ (Baubeginn 1684, Errichtung als Pfarrei 1749, Fassade von 1901)
- Chiesa „Maria Santissima della Provvidenza“
- Chiesa „Maria Santissima del Rosario“
- Chiesa Santa Rosalia aus dem 18. Jahrhundert
- Chiesa Sante Anime del Purgatorio
- Heiligtum „Maria Santissima di Trapani“

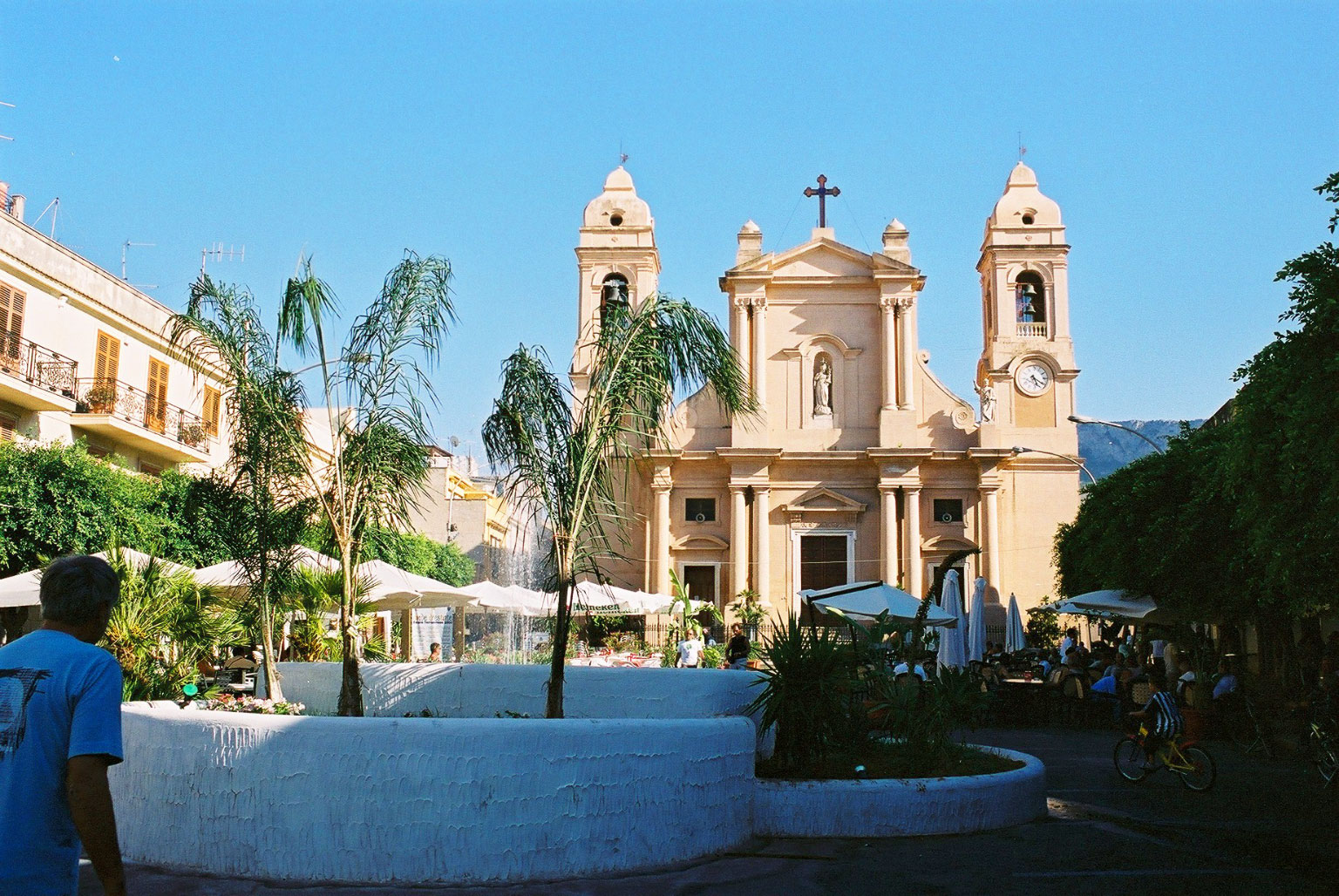
Piazza Duomo mit Chiesa Madre
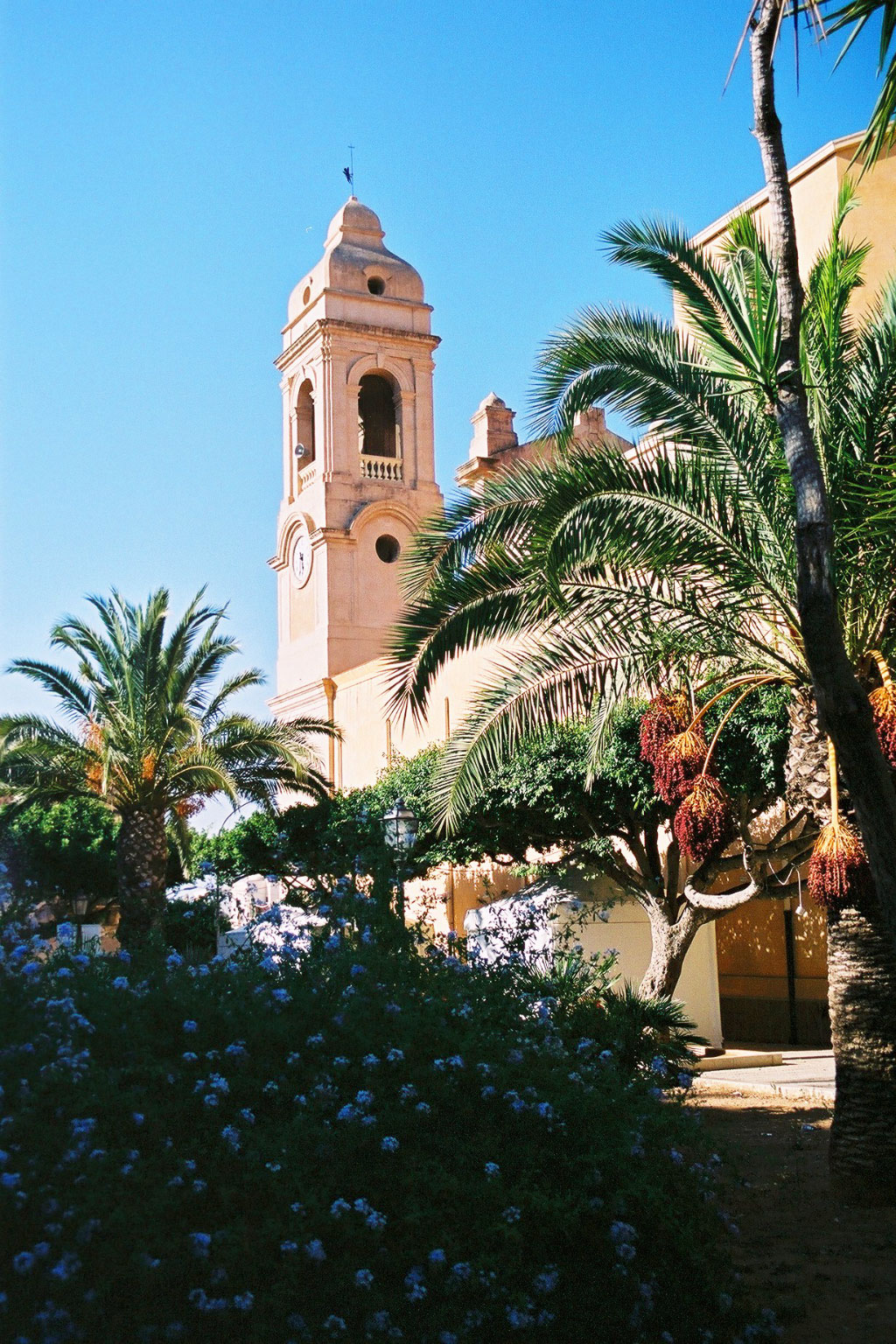
Chiesa Madre
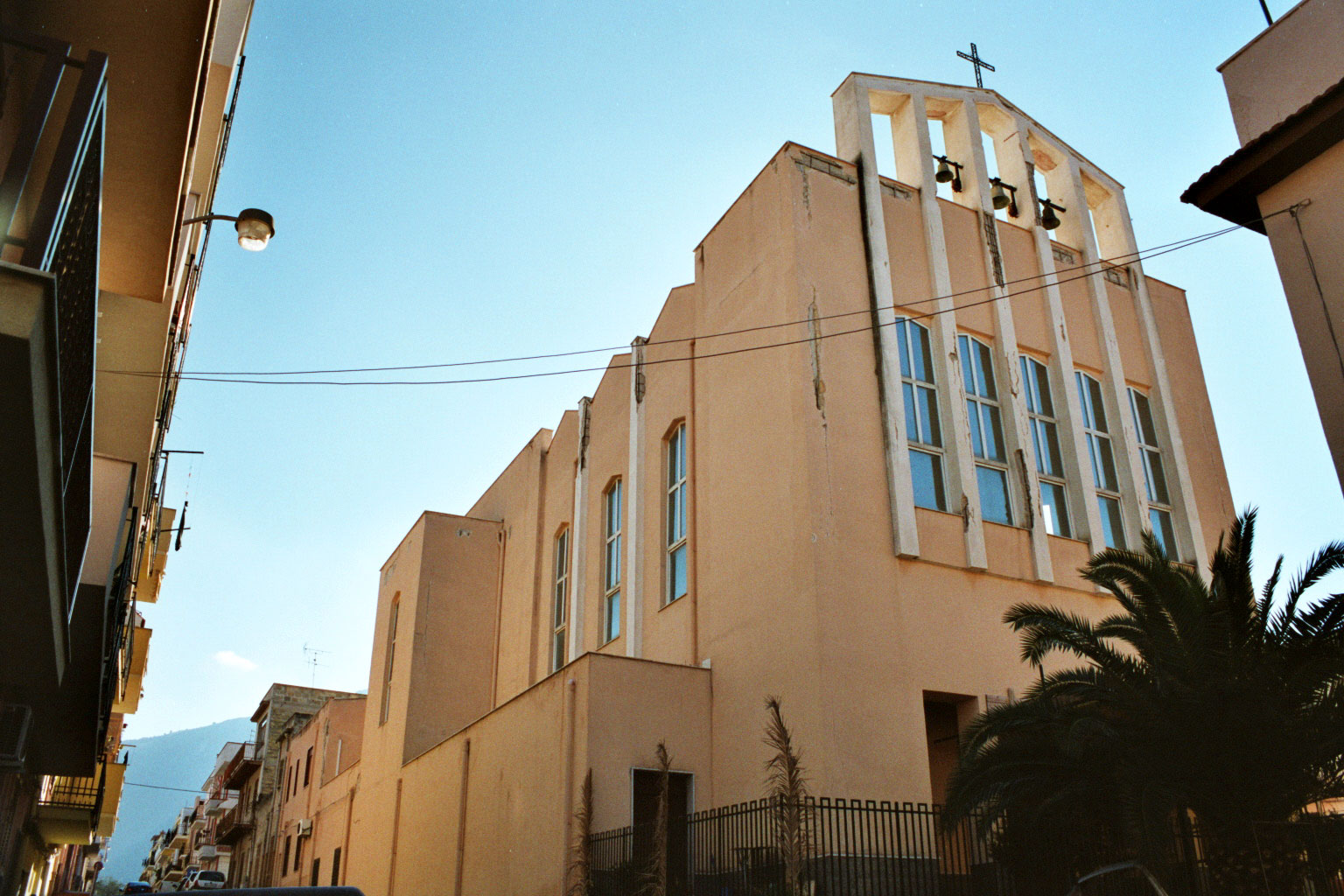
Santa Maria del Rosario
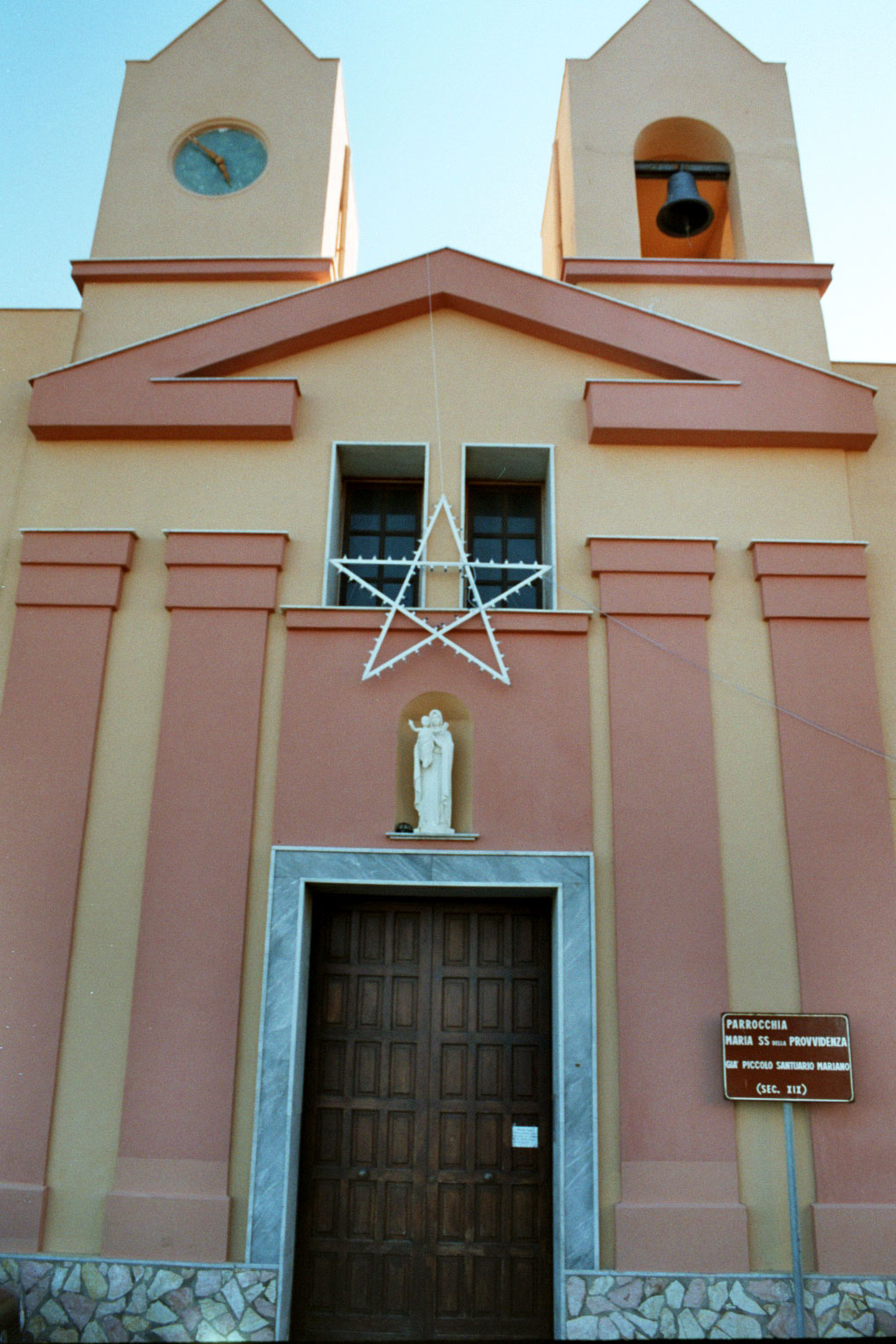
Santa Maria della Provvidenza

### Palazzi
- Palazzo Grua, (18. Jahrhundert), jetzt Sitz der Stadtverwaltung
- Palazzo Cataldi, (18. Jahrhundert), jetzt Sitz der Stadtbibliothek
- Palazzo Aumale, gegründet im 19. Jahrhundert als Weingut von Henri d’Orléans, duc d’Aumale, dem Sohn des Königs Louis-Philippe von Frankreich

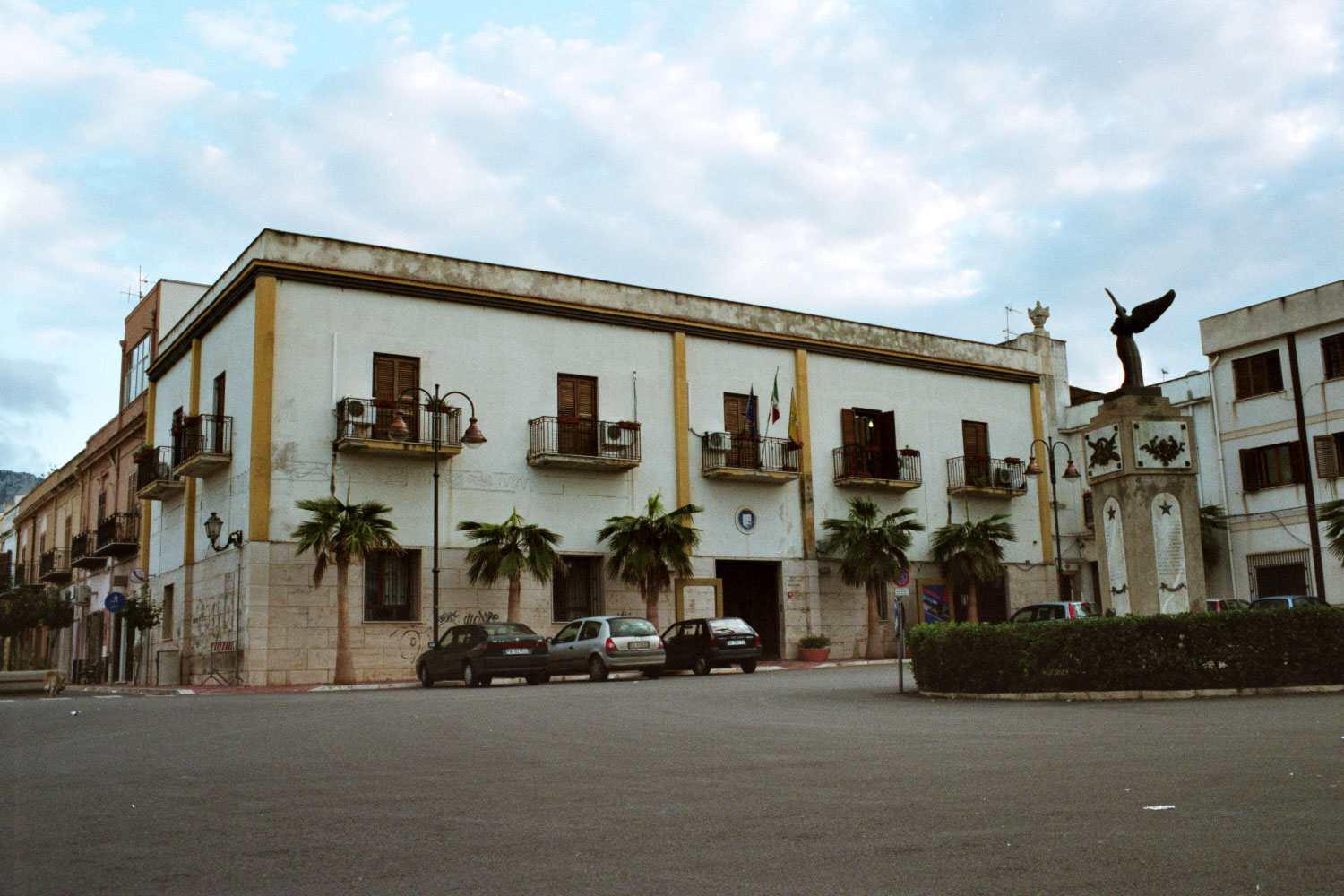
Palazzo Grua
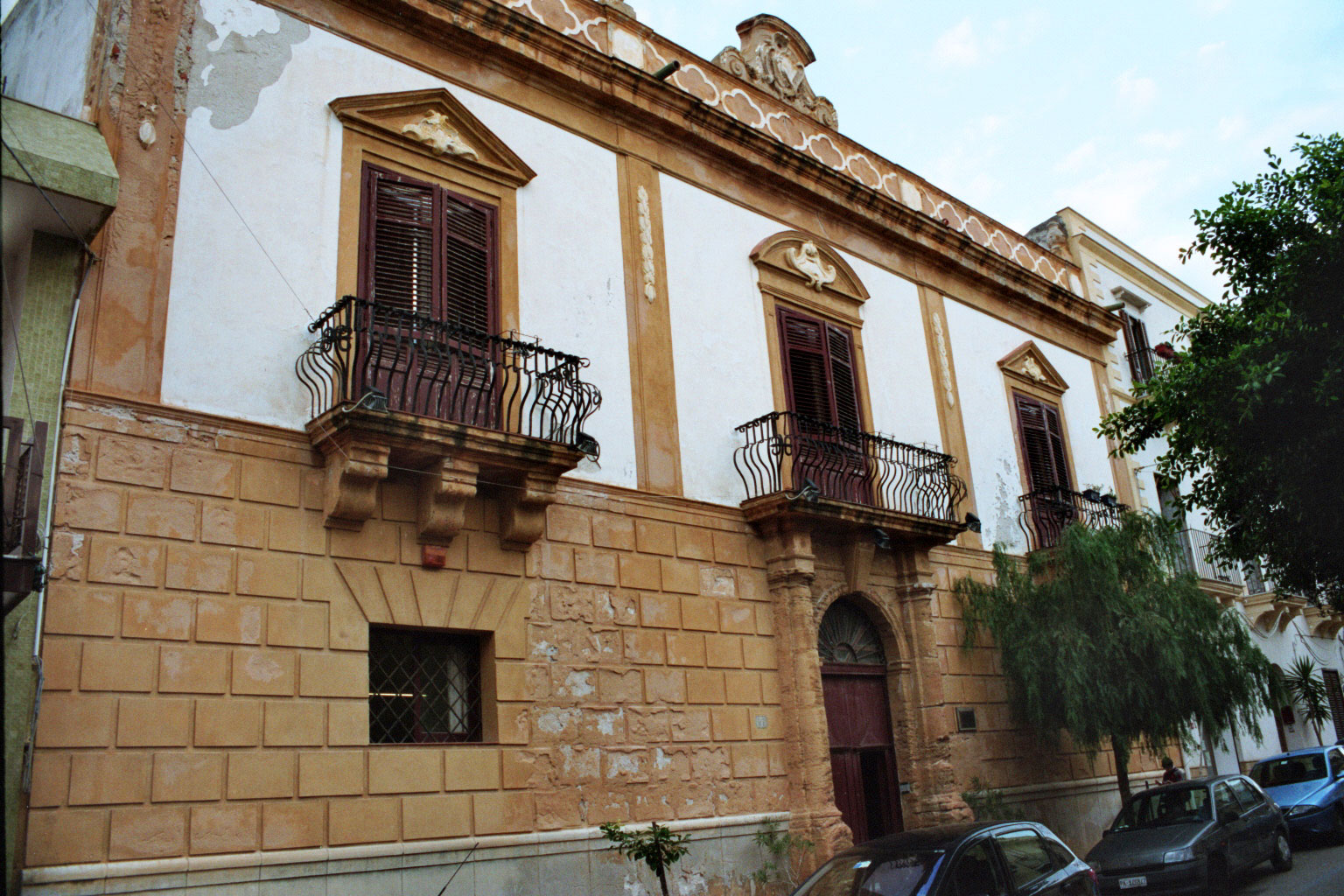
Palazzo Cataldi
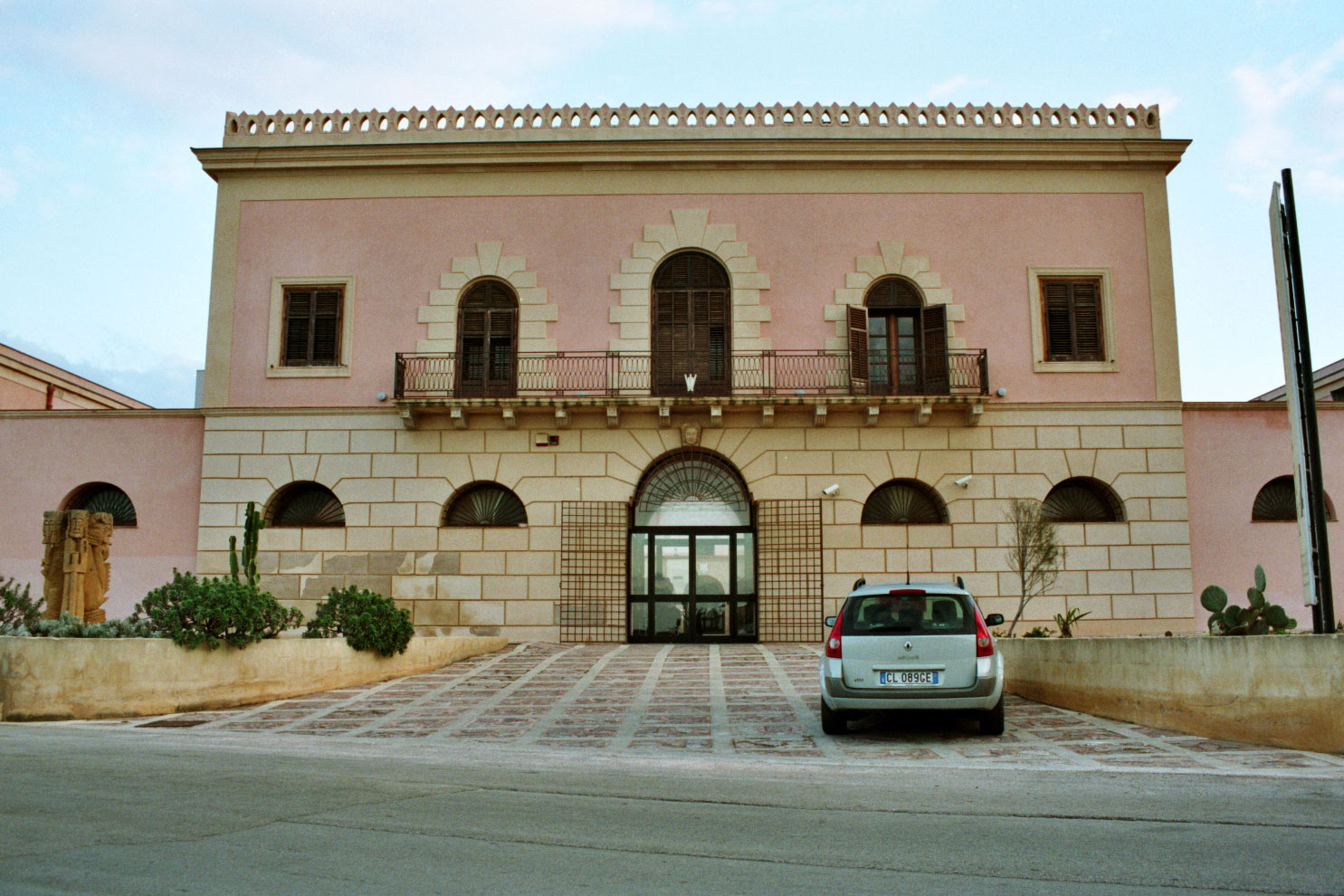
Palazzo d’Aumale, Hauptfassade
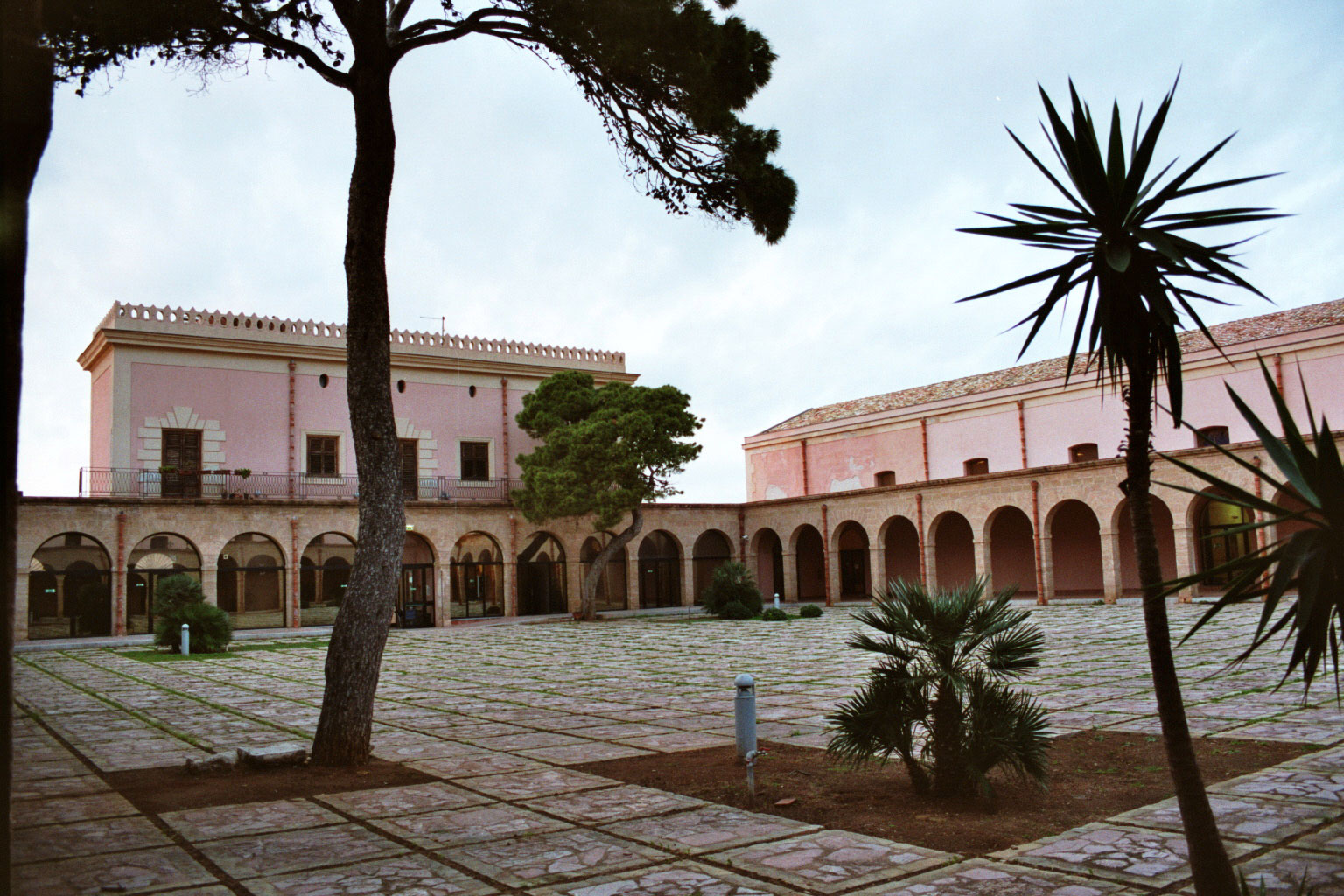
Palazzo d’Aumale, Innenhof

### Museo Civico
Das Museo Civico ist im Palazzo Aumale untergebracht und in drei Abteilungen unterteilt:
- völkerkundliche Abteilung (Museo del Caretto), unter anderem eine Sammlung bunt bemalter sizilianischer Eselskarren
- archäologische Abteilung (Antiquarium) mit Schwerpunkt Unterwasserarchäologie (römische Schiffe) und einer Sammlung von Amphoren
- naturhistorische Abteilung, unter anderem eine der größten Sammlungen ausgestopfter Vögel Europas, Schmetterlings- und Insektensammlungen
- paläontologische und geologische Sammlungen

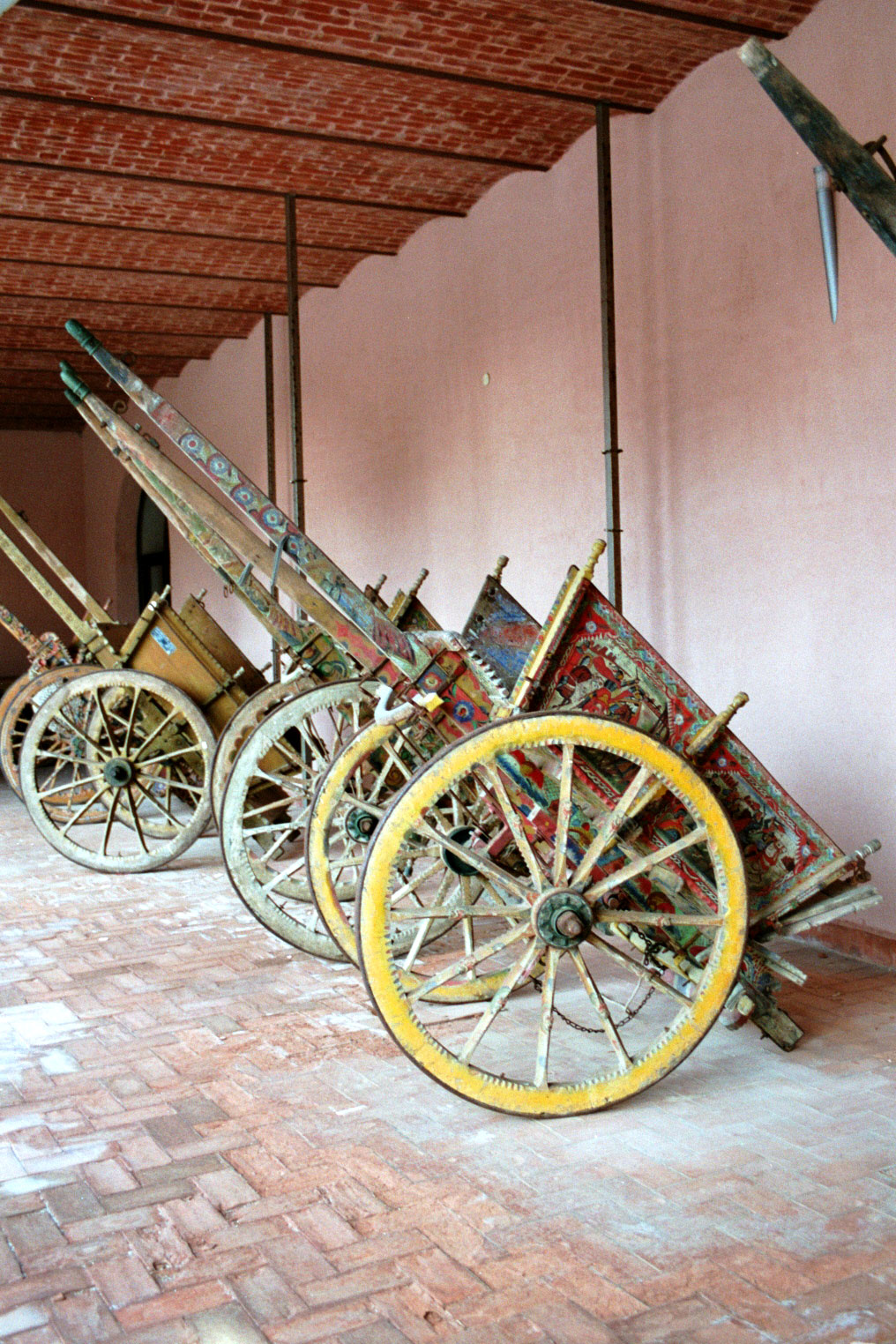
Sizilianische Karren im Innenhof
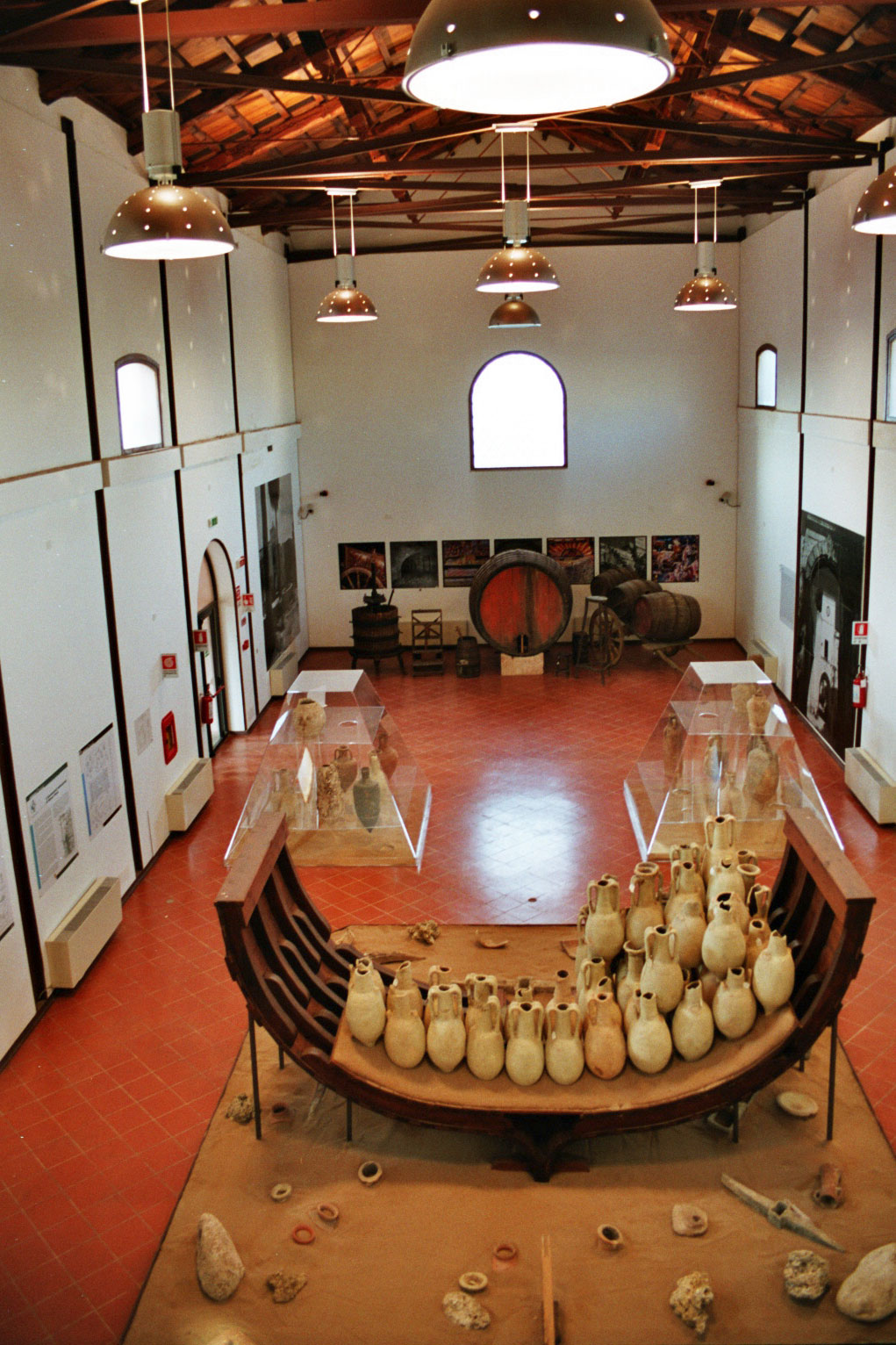
Antiquarium
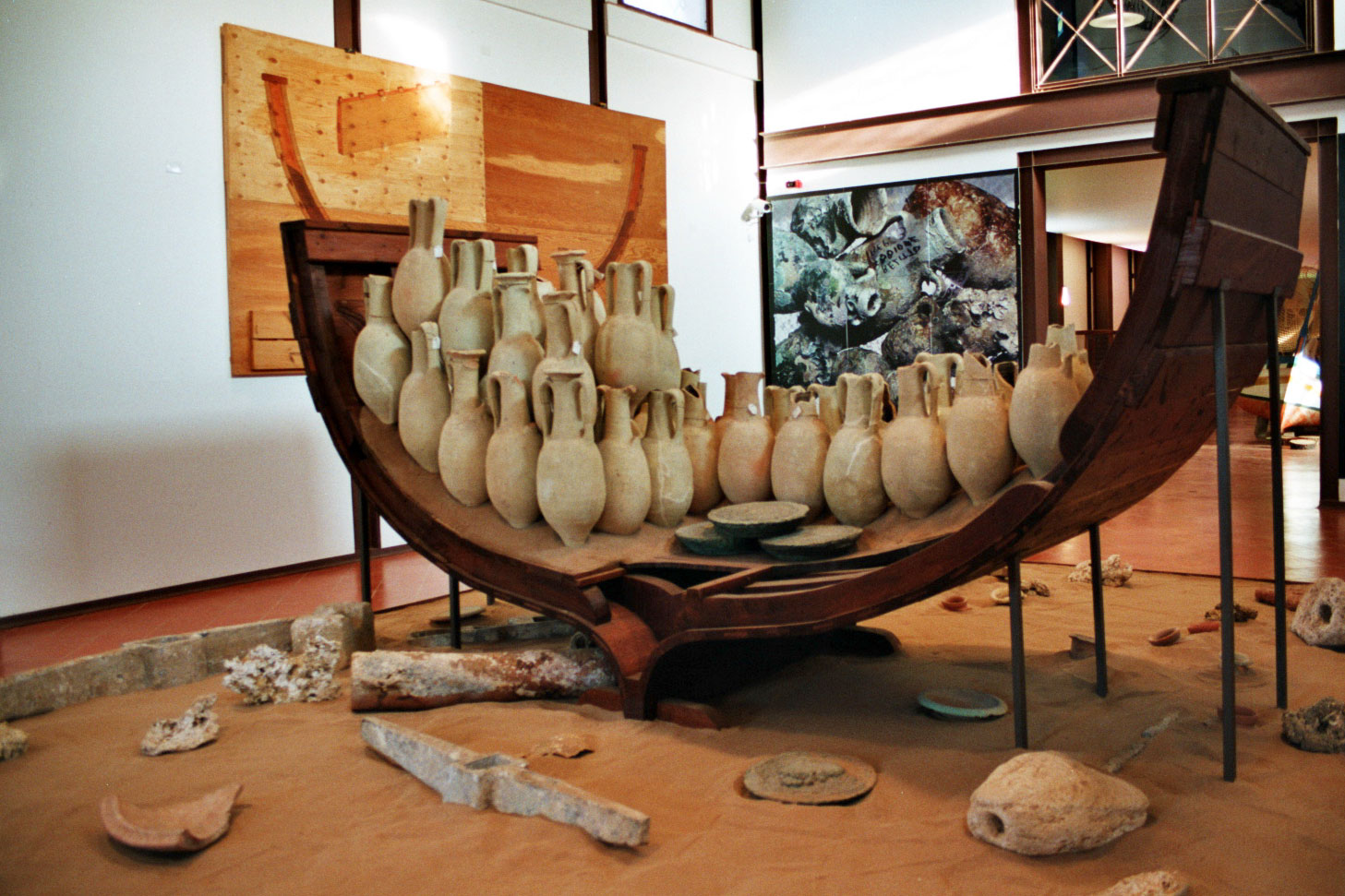
Fundstücke der Unterwasserarchäologie

### Sonstiges
- Jugendstilvilla Fassini von Ernesto Basile
- Fischerei- und Yachthafen
- alte Wachttürme entlang der Küste: Torre Alba (16. Jahrhundert), Torre di Capo Rama (15. Jahrhundert), Torre Toledo oder Paternella (16. Jahrhundert)

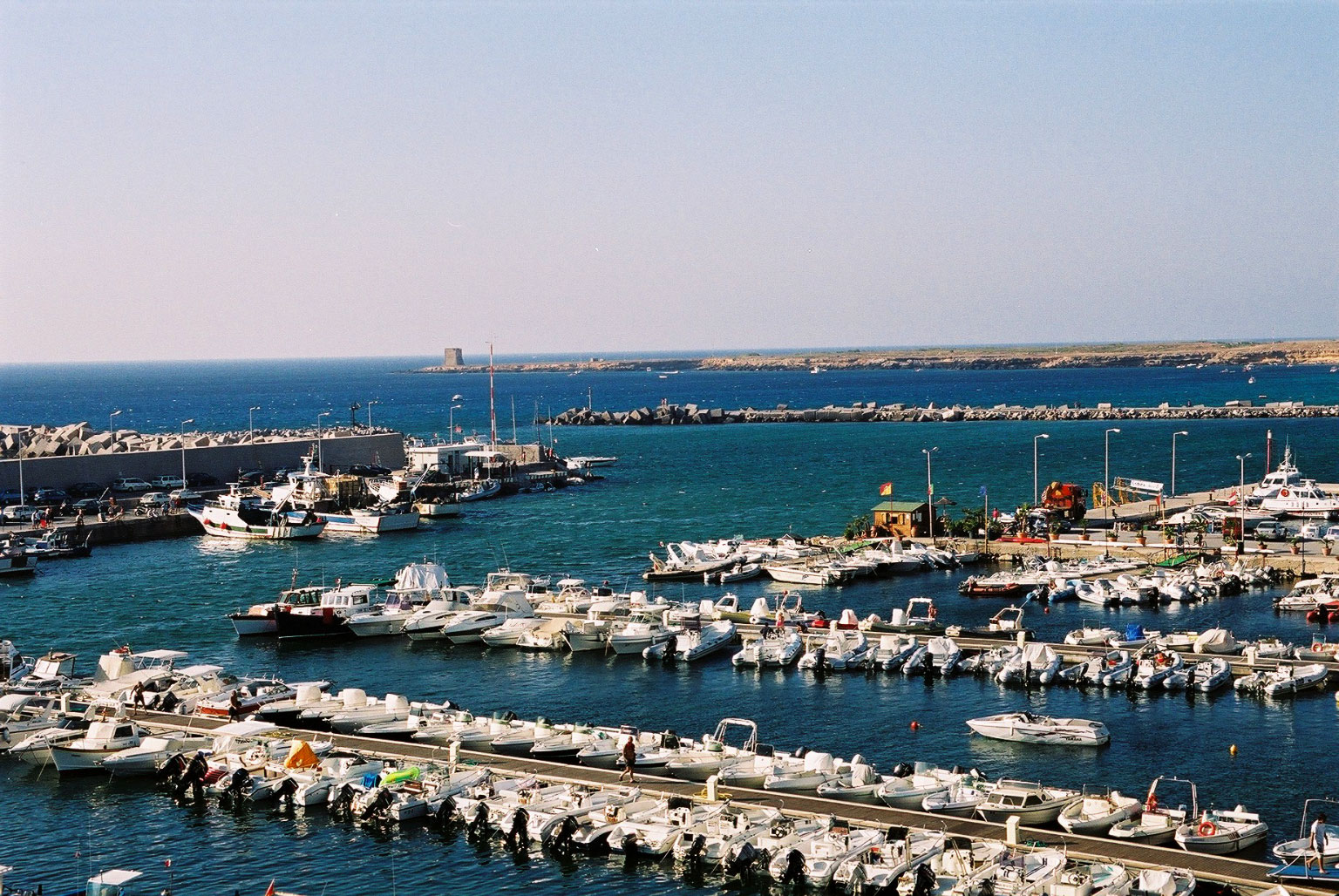
Hafen
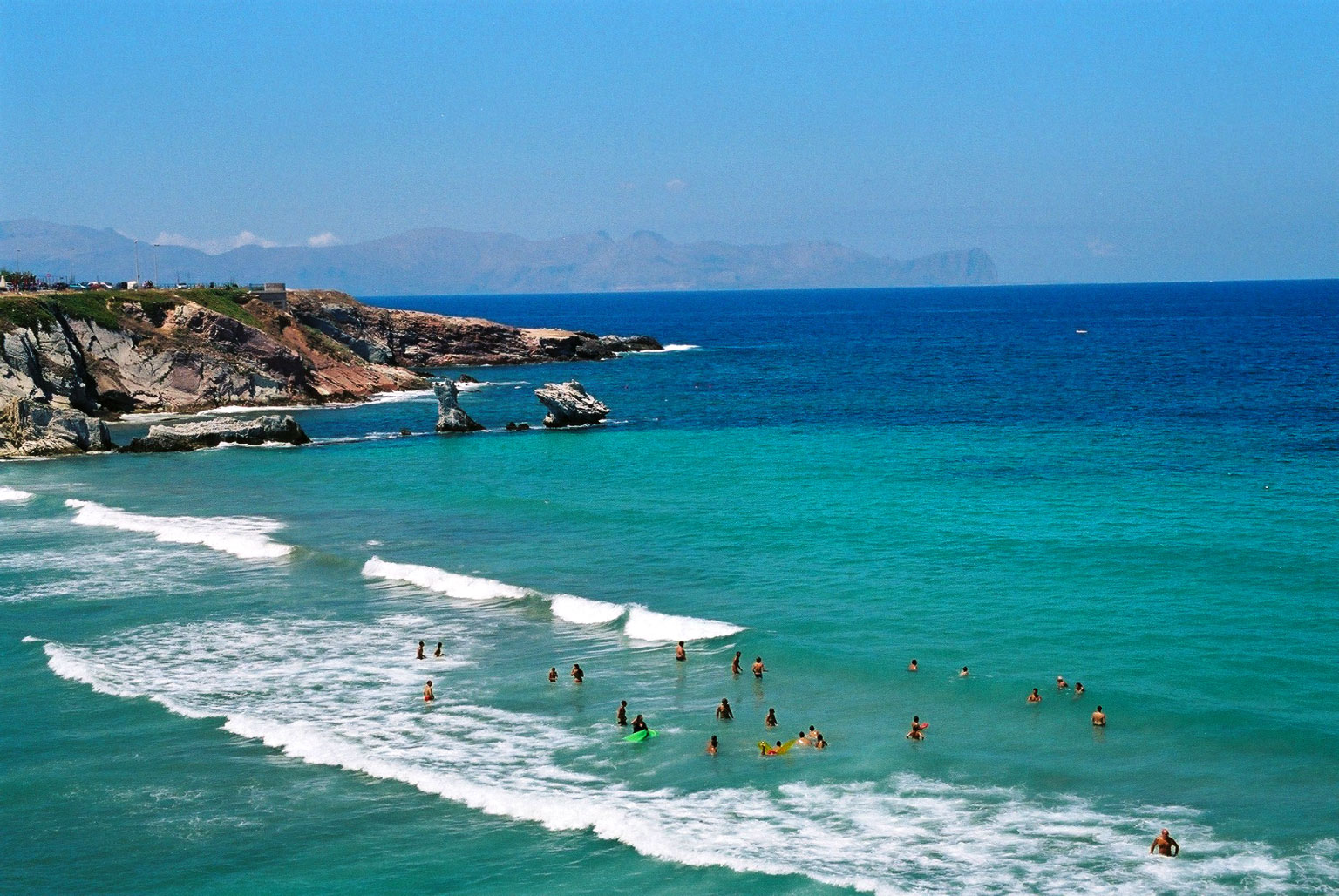
Strand
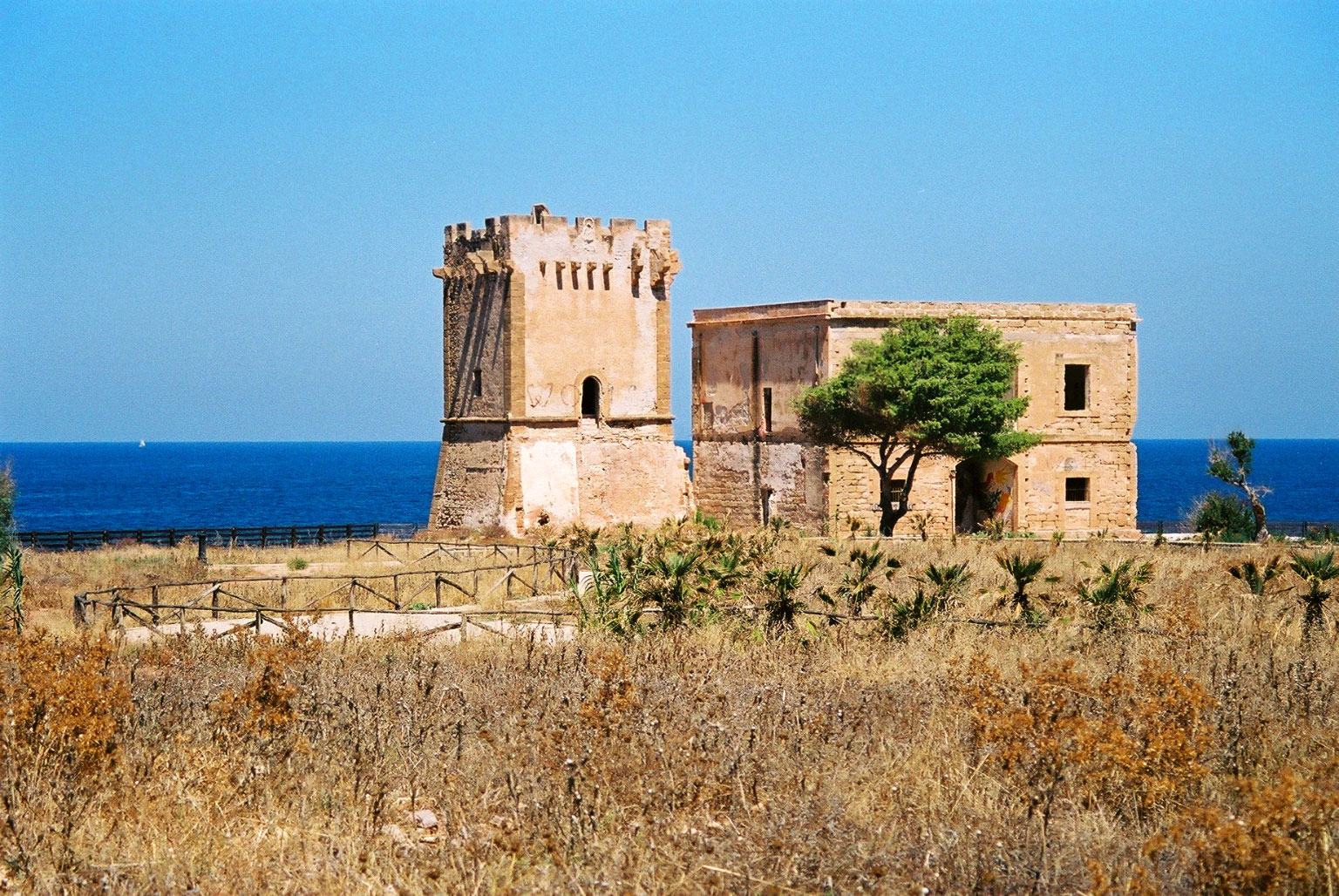
Torre Alba
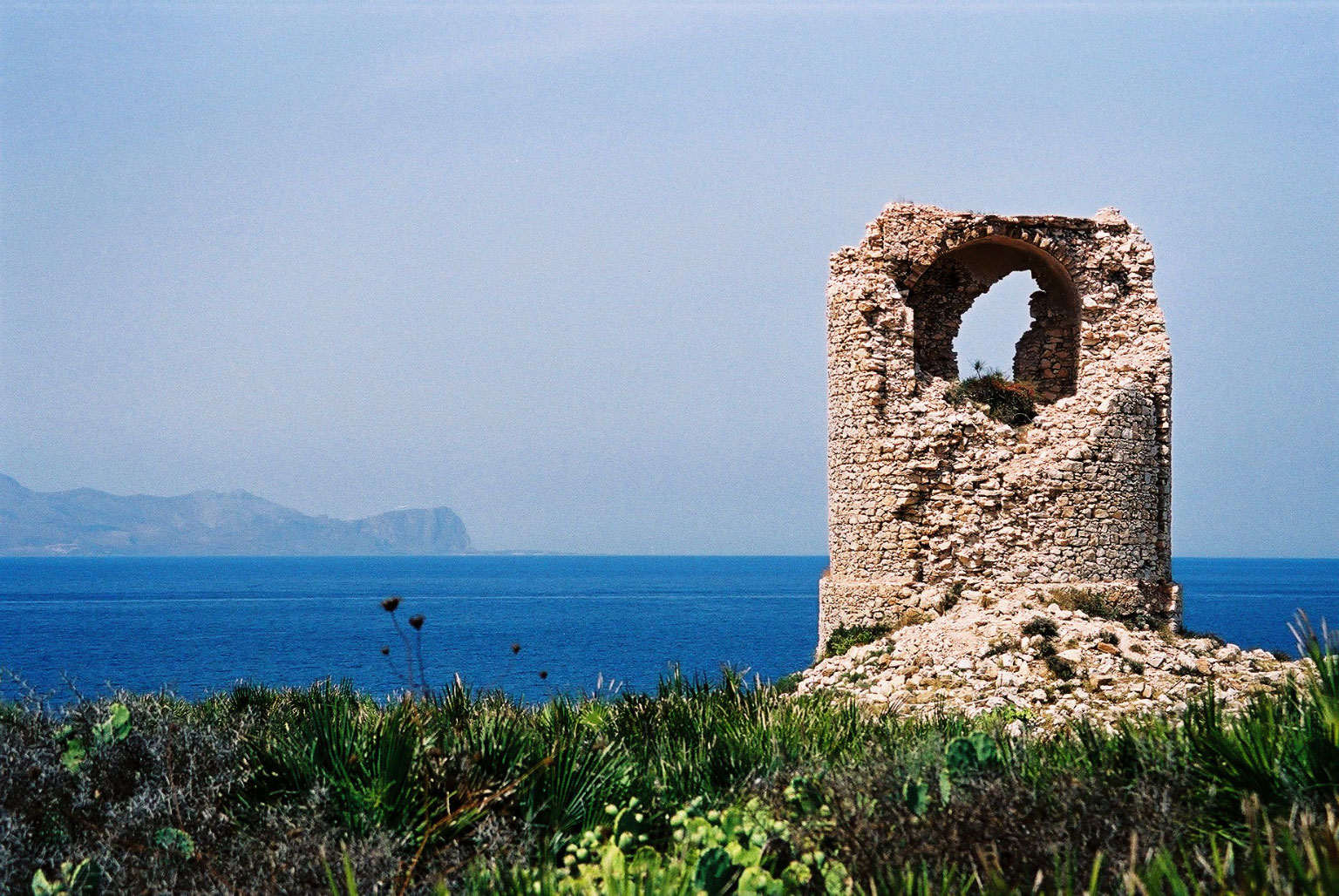
Torre di Capo Rama

### Natur
- Grotta Perciata, eine große Grotte an der Steilküste auf Meereshöhe
- Cala Rossa (rote Bucht wegen der rötlichen Farbe der Felsen)
- Naturreservat (Riserva Naturale) Capo Rama

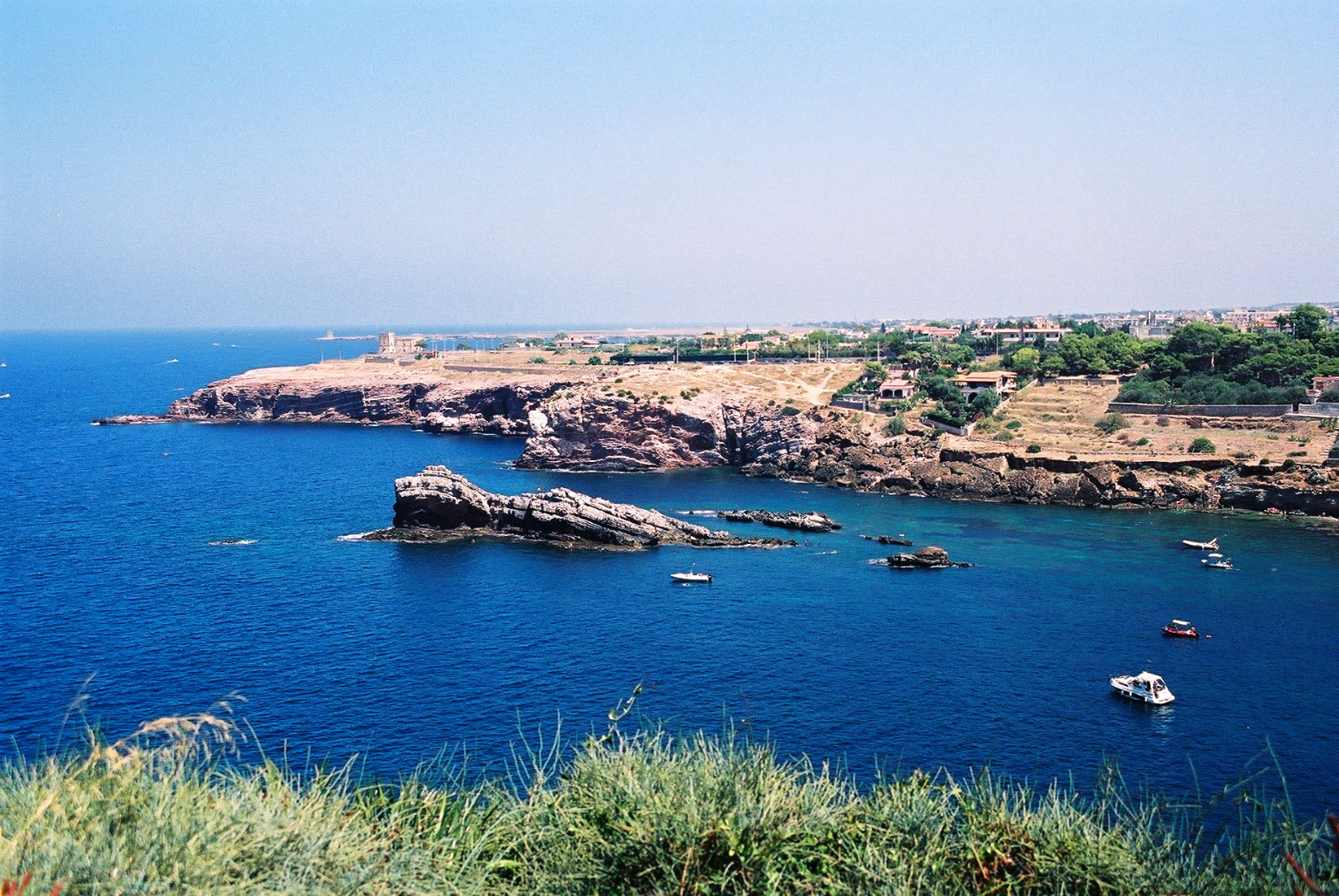
Calarossa
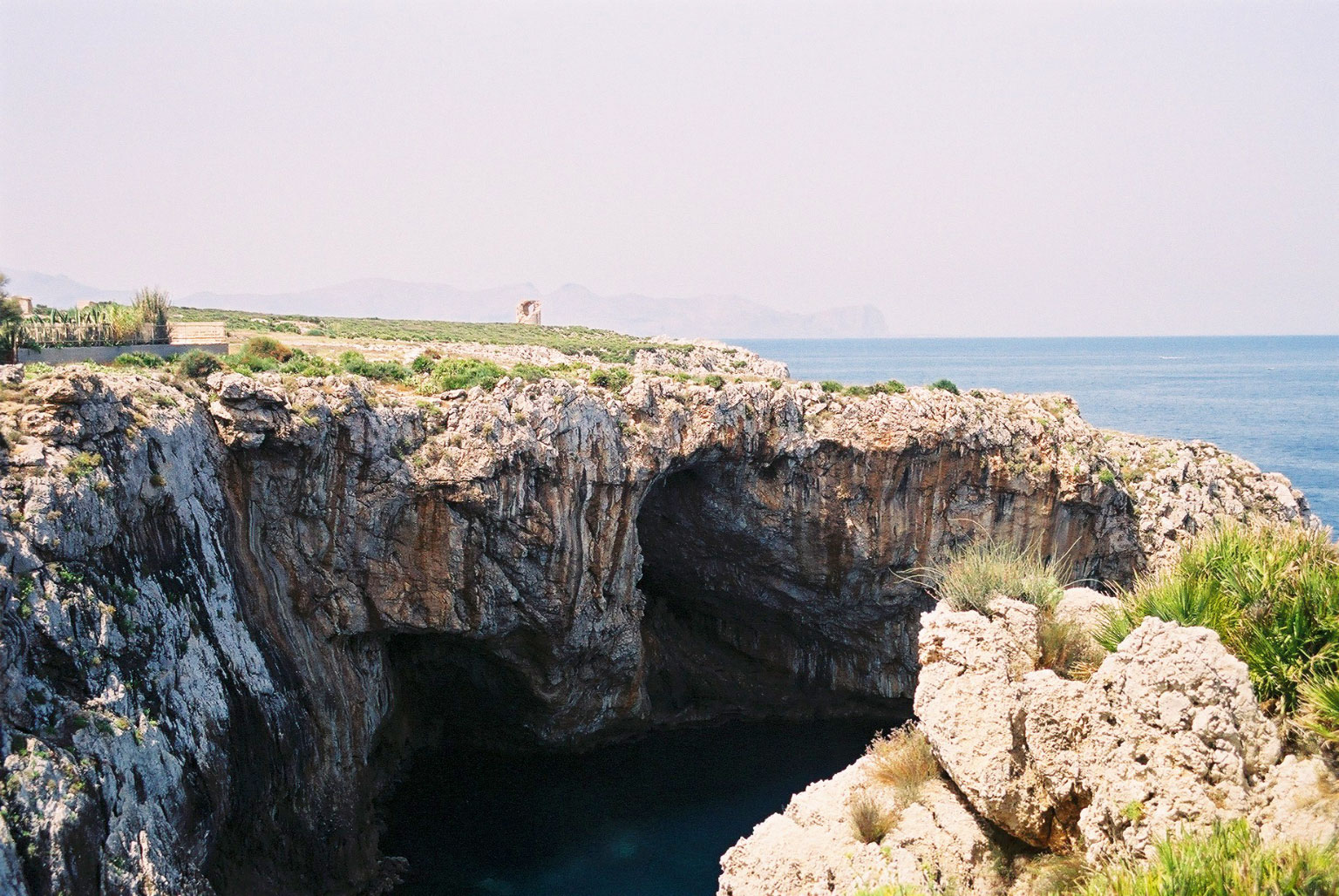
Grotten in den Klippen

## Söhne und Töchter
- Luigi Bommarito (1926–2019), katholischer Geistlicher, Erzbischof von Catania

## Feste
- Festa di li schietti (an Ostern): Bei dem Fest müssen junge Männer einen ca. 50 kg schweren Orangenbaum mit einer Hand stemmen und in Balance halten.
- Festa di San Pietro (im August)
- Festa di Maria SS delle Grazie (Anfang September)
- Estate Terrasinense (Juni–September): Schauspiele und Konzerte